# Forrest Bird
Forrest Morton Bird (Stoughton, Massachusetts; 9 de junio de 1921-Sagle, Idaho; 2 de agosto de 2015) fue un aviador, inventor e ingeniero biomédico estadounidense, más conocido por haber creado algunos de los primeros ventiladores mecánicos más seguros para el cuidado cardiopulmonar agudo y crónico.

## Biografía
Bird nació en Stoughton, Massachusetts. Se convirtió en piloto a temprana edad debido al estímulo de su padre, un piloto de la Primera Guerra Mundial. Realizó su primer vuelo a los 14 años. Bird se inscribió al Cuerpo Aéreo del Ejército de los Estados Unidos y entró en servicio activo en el año de 1941 como un oficial técnico de entrenamiento aéreo debido a sus cualificaciones avanzadas. Este rango, junto con el inicio de la Segunda Guerra Mundial, le dieron la oportunidad de pilotar casi todas las aeronaves en servicio, incluyendo avión de reacción y helicópteros.
Los modelos más nuevos de aeronaves eran capaces de sobrepasar altitudes en las que los seres humanos pueden respirar, incluso con suplementos de oxígeno al 100 %, al presentar el riesgo de hipoxia.
- Datos: Q1437958
- Multimedia: Forrest Bird / Q1437958